# Lâu đài Pajštún
Lâu đài Pajštún hay Pajštún (tiếng Slovak: Pajštúnsky hrad, tiếng Đức: Peilenstein) là một lâu đài đổ nát có từ thời Trung Cổ, tọa lạc ở đô thị Borinka thuộc vùng Bratislava của Slovakia. Tòa lâu đài nằm ở rìa phía tây của Little Carpathians và cao 486m so với mực nước biển. Nhờ vị trí gần Bratislava, lâu đài là điểm đến phổ biến cho chuyến đi bộ đường dài của cư dân thành phố.

## Lịch sử
Nguồn gốc chính xác của lâu đài vẫn chưa được xác định. Một số nhà sử học xem lâu đài này và lâu đài Stupava là một, trong khi một số khác lại cho rằng nguồn gốc của tòa lâu đài là vào khoảng cuối thế kỷ 13, khi Rugerius của Tallesbrunn ra lệnh xây dựng. Pajštún là một phần của hệ thống các lâu đài có nhiệm vụ bảo vệ biên giới phía tây bắc của Vương quốc Hungary.
Một trong những ghi chép đầu tiên được biết đến đề cập đến lâu đài (hoặc ngôi làng bên dưới) có từ năm 1314, liên quan đến Otto từ Telesprun - chủ nhân của lâu đài. Nhiều nguồn thường nhầm lẫn niên đại lần đầu tiên lâu đài được đề cập đến là năm 1273. Lâu đài hẳn đã tồn tại trước năm 1390 - thời điểm Peter Szentgyörgyi được thừa kế quyền sở hữu từ Sigismund của Luxemburg. Sau khi gia đình này qua đời vào năm 1543, lâu đài thuộc sở hữu của Gáspár Serédy.